# Israels herrlandslag i vattenpolo
Israels herrlandslag i vattenpolo representerar Israel i vattenpolo på herrsidan. Laget slutade på 15:e plats vid världsmästerskapet 1986.

### Fotnoter
1. ↑  Todor Krastev (21 mars 1986). ”Men Water Polo World Championship 1986 Madrid (ESP) - 14-22.08 Winner Yugoslavia” (på engelska). Sport Statistics. Arkiverad från originalet den 7 november 2016. https://web.archive.org/web/20161107183131/http://www.todor66.com/Water_Polo/World/Men_1986.html. Läst 27 juni 2015.